# Frounzik Mkrtchian
Pour les articles homonymes, voir Mher Mkrtchyan.

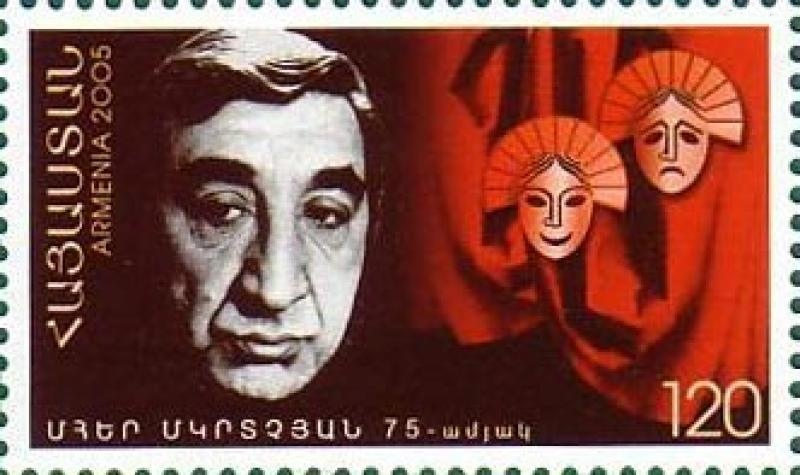
Timbre arménien à l'effigie de Mkrtchian (2005).

Mher Mkrtchian (en arménien : Մհեր Մուշեղի Մկրտչյան, en russe : Мгер Мушегович Мкртчян), né le 4 juillet 1930 à Leninakan et mort le 29 décembre 1993 à Erevan, mieux connu sous son nom de scène Frounzik Mkrtchian, est un acteur populaire soviétique et arménien.

## Distinctions
Frounzik Mkrtchian a été nommé Artiste du peuple de l'URSS en 1984.
Il a reçu le Prix d'État de l'URSS en 1978 pour son rôle dans Mimino, film de Gueorgui Danielia.

## Filmographie sélective

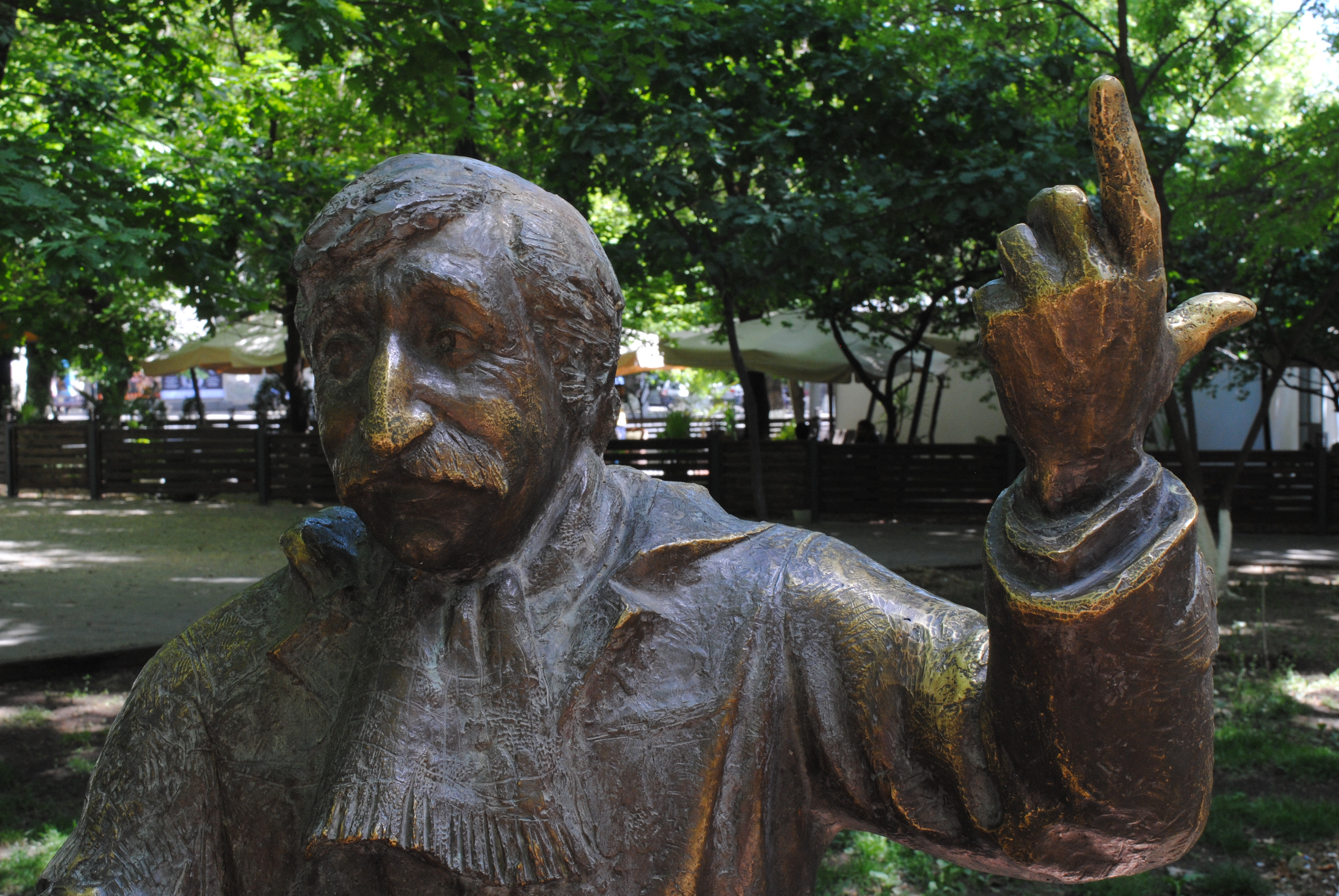
L'acteur, partie du groupe sculptural Les Hommes par David Minassian, à Erevan.

- 1965 : Trente-trois (Тридцать три) de Gueorgui Danielia : professeur Brokk
- 1966 : Aïbolit-66 (Айболит-66) de Rolan Bykov : brigand
- 1968 : La Prisonnière du Caucase ou les Nouvelles Aventures de Chourik de Leonid Gaïdaï : oncle de Nina
- 1966 : Ne sois pas triste (არ იდარდო!) de Gueorgui Danielia : contrebandier
- 1973 : Tghamardik (Տղամարդիկ) d'Edmond Keossaian : Souren
- 1977 : Mimino (Мимино) de Gueorgui Danielia : Rubik Khatchikian
- 1980 : Ali Baba et les Quarante Voleurs (Alibaba Aur 40 Chor) de Latif Faiziev et Umesh Mehra (en) : Mustapha
- 1983 : Foyer pour célibataires (Одиноким предоставляется общежитие) de Samson Samsonov